# Federale Universiteit van Minas Gerais

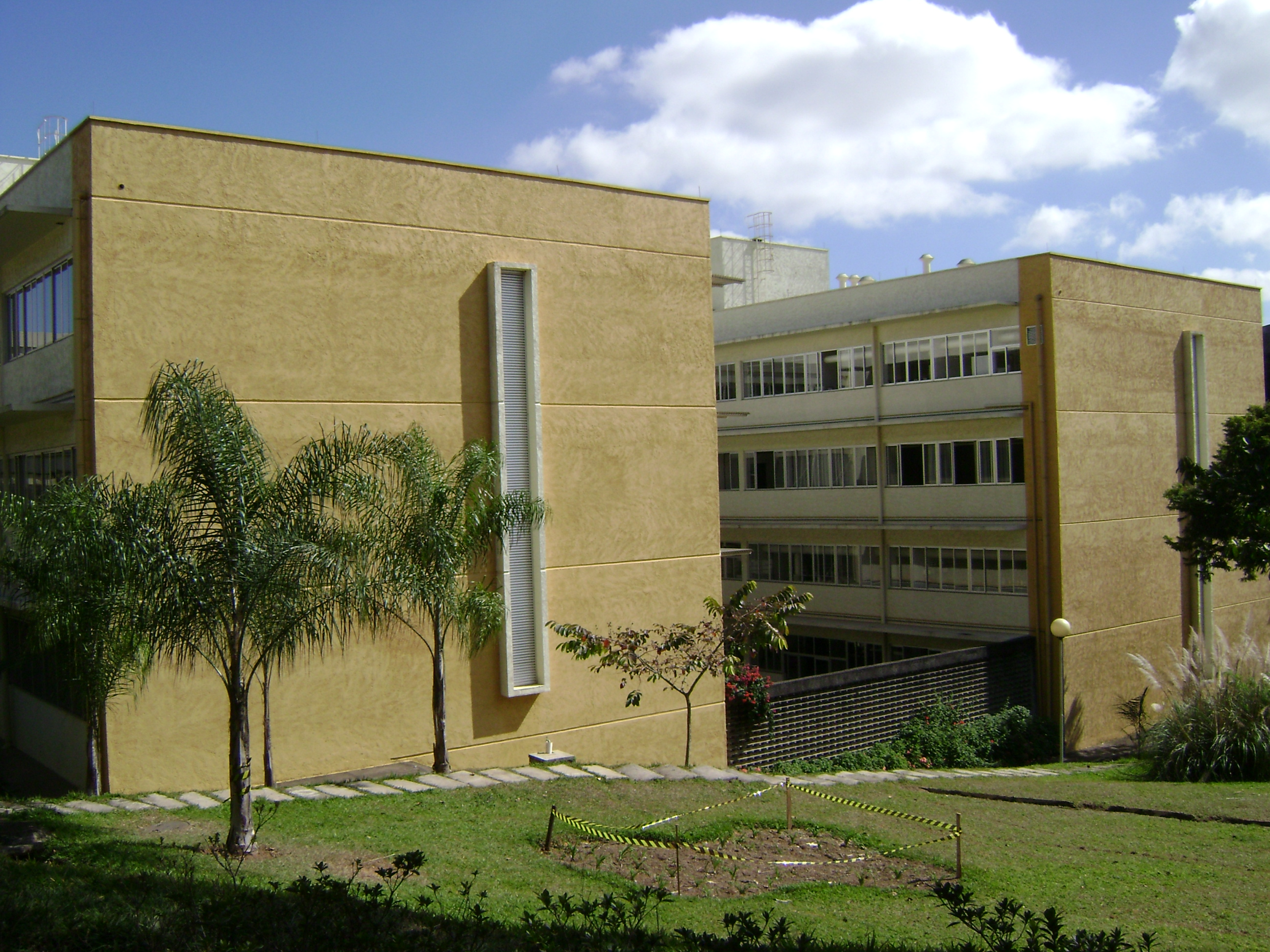
Faculdade de Farmácia.

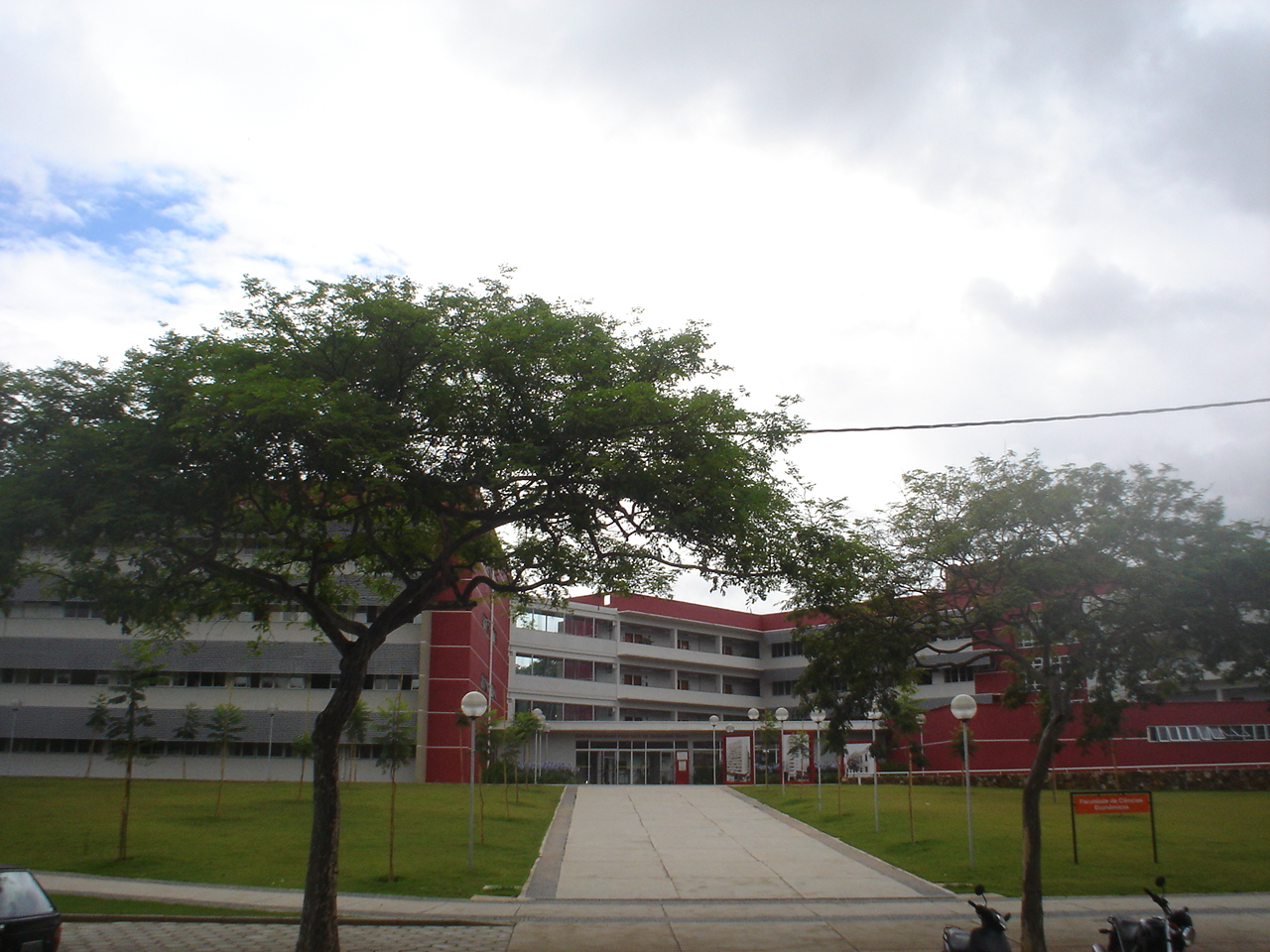
Faculdade de Ciências Econômicas

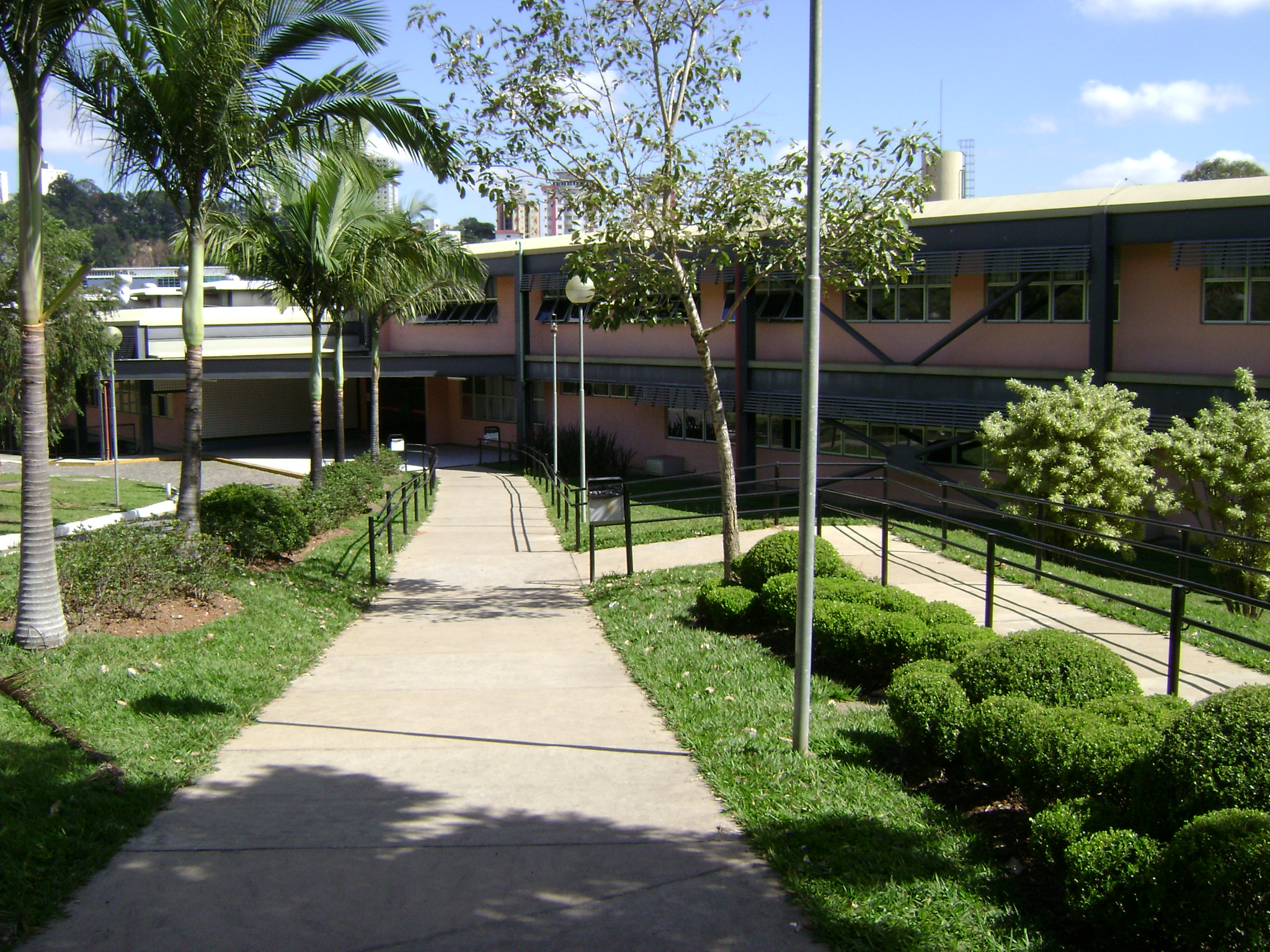
Faculdade de Odontologia

De Universidade Federal de Minas Gerais is de grootste staatsuniversiteit van Brazilië, gesticht in 1927 en gevestigd in Minas Gerais. De universiteit werd opgericht onder de naam Universidade de Minas Gerais op 7 september 1927.